# Grad Štatenberg
Grad Štatenberg (nemško Stattenberg) je bil grad v bližini trškega naselja Makole, na strmem hribu na višini 448 m nad zaselkom Stari grad, južno od Makol v občini Makole, od katerega so danes vidne le še skromne razvaline. Grad, ki je bil zgrajen iz laporja, je v zgodovinskih listinah prvič omenjen leta 1241, med leti 1720-1740 pa je bil prepuščen v ruševine.

## Zgodovina
Podatkov o tem, kdaj je bil grad Štatenberg pozidan v pisnih virih ni. Gospostvo in grad Štatenberg je bil štajerski deželni fevd, ki so ga v 13. stoletju posedovali vitezi gospodje Rogaški. Grad je v zgodovinskih listinah prvič omenjen leta 1241 in nato še 1250 kot castrum Stetenburch, in so ga Rogaški imeli v fevdu od Štajerskega deželnega kneza, a so bili sami sicer krški ministeriali. Leta 1263 je Sofija Podjunska (roj. Rogaška) omenjala podedovano premoženje in pravice do gradu Štatenberg. Sofija se je tedaj odpovedala štatenberškim pravicam v korist brata Henrika Rogaškega, njegovega sina ter nečakov Otona Kunšperškega in Henrika Viltuškega.
Po izumrtju Rogaških leta 1299 je Štatenberg v celoti pripadel Viltuškim vitezom. Kasneje je imel delež na njem kot del materine dote tudi Alram II. iz Bistrice, ki ga je leta 1344 prodal nazaj Viltuškim. Viltuški so s Štatenbergom razširili konjiško gospostvo, ki so ga prevzeli od Konjiških. Leta 1352 sta konjiško-štatenberško posest delila Albreht III. in bratranec Henrik IV. Viltuški. Štatenberg je dobil Albreht, obe strani pa sta si obljubili obojestransko dedovanje v primeru smrti brez otrok. Viltuški so upravo prepuščali gradiščanu. Vsaj med letoma 1364 in 1377 je to službo opravljal Nikolaj Maetsch, po grbu sodeč je bil sorodnik (najbrž brat) Konrada Zbelovskega, ki je bil okoli leta 1400 gradiščan na prav tako viltuškem gradu Zbelovo. Leta 1385 je Štatenberg in Konjice podedoval Hugon Devinski, leta 1399 pa ga je priženil Rajnpreht  Walseejski. Od leta 1451 so grad posedovali Celjski grofje, pet let kasneje pa je spet postal last deželnega kneza. Po letu 1456 je bil lastnik starega gradu Štatenberg Štefan Preušenk, leta 1487 je bil gradiščan Viljem Tattenbach. Leta 1502 je grad v lasti Henrika Preušenka, ki ga tega leta proda sorodniku Ivanu Turjaškemu (Auerspergu). Leta 1556 je Volf Engelbert Turjaški grad prodal madžarskemu zagorskemu baronu Francu Tahiju. Uporni kmetje so grad zasedli v kmečkem uporu leta 1573. Kmetje so grad osvojili, vendar ga niso razdejali in oplenili, ker bi se s tem dejanjem zamerili cesarju pri katerem so iskali zaščito pred krivico. Leta 1575 je bil narejen popis grajskega inventarja. Vrednost je znašala 2442 zlatnikov.  
Lastnik po letu 1592 je Karel pl. Tauffenbach, po letu 1622 gospodje Trebniški in nato grofje Tattenbachi. Pred letom 1720 je bil lastnik gradu grof Dizma Attems, ki je v naslednjih dvajsetih letih pozidal nov istoimenski dvorec Štatenberg, stari grad pa je prepustil propadu.

## Lastniki gradu in gospostva skozi čas
| od leta   | do leta   | lastnik                                                        | komentar | Dodatne informacije |
| --------- | --------- | -------------------------------------------------------------- | --- | ------------------- |
| pred 1241 | pred 1263 | Friderik Ptujski in njegova žena Heradis – deželno-knežji fevd | priženil – Heradis pokojna v letu 1241                                                                                        |                     |
| pred 1263 | 1299      | Gospodje Rogaški - deželno-knežji fevd                         | podedovali |                     |
| 1299      | 1344      | Henrik Viltuški                                                | podedoval |                     |
| 1344      | 1352      | Ulrik in Henrik Viltuška                                       | (sinova Henrika Viltuškega), sta tega leta odkupila tudi preostali del posestva, kateri je bil v lasti Alrama II. Bistriškega |                     |
| 1352      | 1385      | Henrik Viltuški in njegovi otroci                              | (brat Ulrik ni več lastnik)                                                                                                   |                     |
| 1385      | 1399      | Hugon VII. Devinski                                            | podedoval |                     |
| 1399      | 1451      | Rajnpreht Walsee                                               | (se priženi) |                     |
| 1451      | 1456      | Celjski grofje - deželno-knežji fevd                           | kupili |                     |
| 1456      | 1458      | Friderik Habsburški                                            | dedovanje po Celjskih |                     |
| 1458      | 1487      | Štefan Prueschenk                                              | (grof Hardeški in baron Štatenberški) - prejem v zastavo                                                                      |                     |
| 1487      | 1493      | Viljem Tattenbach                                              | kastelan |                     |
| 1493      | 1494      | Žiga Prueschenk                                                | izroči štatenberški grad cesarju Maksimilijanu                                                                                |                     |
| 1494      |           | Cesar Maksimilijan                                             | proda posestvo za 10000 guldnov Žigi Prueschenku.                                                                             |                     |
| 1494      | 1502      | Žiga Prueschenk                                                | nakup |                     |
| 1502      | 1556      | Ivan Turjaški                                                  | Žigov svak- podeduje |                     |
| 1556      |           | Volf Engelbert Turjaški                                        | proda grad ogrskemu plemiču baronu Francu Tahiju                                                                              |                     |
| 1556      | 1579      | Cesarski upravitelji                                           | |                     |
| 1579      | 1592      | Štirje sinovi Franca Tahija                                    | |                     |
| 1592      |           | Štefan Tahi                                                    | proda posestvo Karlu Teufenbachu                                                                                              |                     |
| 1592      | 1596      | Karl Teufenbach                                                | |                     |
| 1596      | 1622      | Offo Teufenbach                                                | |                     |
| 1622      | ??        | Trebniški vitezi                                               | |                     |
| ??        | 1681      | Tattenbachi                                                    | |                     |
| 1681      | pred 1720 | grofje Attems                                                  | Cesar grad proda Attemsom, ker je posestvo zasegel, zaradi zarote Tattenbachov proti njemu                                    |                     |
| pred 1720 | do 1740   | Grof Dizma Attems                                              | |                     |